# Angus Gibson
Angus Gibson és un productor i realitzador audiovisual de Johannesburg (Sud-àfrica). Membre fundador de Free Filmmakers, una cooperativa de cinema establerta el 1985 per crear un cinema sud-africà rellevant. Productor, director i coguionista de nombroses sèries documentals i de ficció dramàtica per a la televisió britànica i sud-africana, com ara Heartlines i Yizo Yizo. Gibson és considerat un dels principals directors de documentals de Sud-àfrica. De les seves pel·lícules documentals destaca la biografia autoritzada Mandela, fill d'Àfrica, pare d'una nació (1994), codirigida amb Jo Menell, film que va ser nominat a un Oscar i guanyador del Premi Spotlight Amnistia Internacional Mitjans de Comunicació i del Premi Pare Lorentz. Gibson, que ha realitzat peces audiovisuals pel Museu de l'Apartheid i el Museu Hecter Pieterson, ha tingut una gran influència en el moviment anti-apartheid. Actualment, Angus Gibson dirigeix la productora audiovisual Bom Shelter, juntament amb Desireé Markgraaff i Teboho Mahlatsi.